# ダニエル・イマヴァール
ダニエル・イマヴァール（英: Daniel Immerwahr、1980年 - ）は、アメリカ合衆国の歴史家。
専門はアメリカ外交史、グローバル・ヒストリー。ノースウェスタン大学教授。

## 略歴
2002年、コロンビア大学卒業。2004年、ケンブリッジ大学卒業。2011年、カリフォルニア大学バークレー校にて博士号（歴史学）取得。コロンビア大学研究員などを経て、現在、ノースウェスタン大学教授。主著『帝国の隠し方』によりロバート・H・フェレル賞を受賞。
化学者のクララ・イマーヴァールは遠い親戚にあたる。

## 著書
- Thinking Small: The United States and the Lure of Community Development, Cambridge, Mass., Harvard University Press, 2015
- How to Hide an Empire: A History of the Greater United States, New York, Farrar, Straus and Giroux, 2019（邦訳『帝国の隠し方──大アメリカ合衆国の歴史』和田光弘監訳、森脇由美子・小澤卓也・内田綾子・高橋博子・上英明訳、名古屋大学出版会、2025年）